# 18818 Yasuhiko
18818 Yasuhiko (1999 MB2) là một tiểu hành tinh vành đai chính được phát hiện ngày 21 tháng 6 năm 1999 bởi T. Okuni ở Nanyo.